# Popularna muzika u SFR Jugoslaviji
Jugoslovenska pop i rok scena uključuje pop i rok muziku, te njihove podžanrove, koje su izvodili brojni izvođači u SFR Jugoslaviji. Uz pop i rok muziku (tzv. „zabavnu”), u Jugoslaviji je bila zastupljena i narodna muzika, klasična muzika, džez muzika, rege muzika i drugo.
Ustanovljavanje i prvo veliko omasovljavanje jugoslovenske rokenrol scene desilo se 1970-ih godina. Rokenrol je u početku bio kritikovan zbog zapadnog uticaja i „skretanja sa svijetlih staza revolucije”. Zanimljivo je da su mnogi od rokera koji su stvorili jugoslovensku scenu bili sinovi oficira JNA, uključujući Borisa Belea i Marka Brecelja (Buldožer), Branimira Štulića (Azra), Gorana Bregovića (Bijelo dugme), Boru Đorđevića (Riblja čorba), Milana Mladenovića (Ekatarina Velika) i Momčila Bajagića (Bajaga i instruktori).

## Pojam
Pod pojmom eks-ju (ex-YU) muzike podrazumijeva se period SFR Jugoslavije, ali ne i SR Jugoslavije (1992—2003).

## Istorija
Kako SFR Jugoslavija nije bila zemlja Istočnog bloka, te kako je bila jedna od zemalja osnivačica Pokreta nesvrstanih, bila je mnogo otvorenija zapadnjačkim uticajima ako se poredi sa ostalim komunističkim zemljama. Pop i rok muzika bile su prihvaćene u društvu, zbog čega je pop i rok muzička scena bila razvijena i dobro pokrivena u medijima — što uključuje različite časopise, radijske i televizijske emisije. Nekoliko izvođača čak je sviralo za samog predsjednika Josipa Broza Tita, a najpoznatiji među njima su Bijelo dugme, Zdravko Čolić i Rani mraz. SFRJ je bila jedina komunistička zemlja koja je učestvovala na Pjesmi Evrovizije, i to 1961. godine. To je učinila i prije nekih pro-NATO zemalja, poput Portugalije (1964), Irske (1965), Grčke (1974) ili Turske (1975). Za razliku od stanovnika drugih komunističkih zemalja, Jugosloveni su mogli putovati van svoje države („crveni pasoš”), što je takođe omogućavalo lagan pristup zapadnjačkoj popularnoj kulturi.

### 1950-e
Jedan od prvih poznatih izvođača u Jugoslaviji i na svijetu bio je hrvatski pjevač šlagera Ivo Robić (1923—2000), koji se pojavio na sceni još u ’40-ima. Osim domaće, imao je i uspješnu međunarodnu karijeru. On je bio prvi izvođač poznate pjesme Strangers in the Night (autori: Avo Uvezijan, Bert Kempfert), „pretekavši” tako Franka Sinatru koji je svoju verziju snimio kasnije (1966. godine).
Robić je inače blisko sarađivao sa Bertom Kempfertom, koji je takođe bio agent britanske izdavačke kuće Polidor rekords. Nakon što je u 1960-ima vidio obećavajuće mlade muzičare, iz Engleske, koji su svirali u hamburškom klubu Top ten, Robić je uvjerio Kempferta da pomogne mladićima da ostvare karijeru. Kempfert je to prihvatio, pa je zahvaljujući Robiću grupi omogućeno da snima zajedno sa tada poznatim Tonijem Šeridanom (1940—2013). Ovi mladići su u stvari bili Bitlsi. To su bile njihovi prvi komercijalni snimci ikada: My Bonnie, Ain't She Sweet i Cry for a Shadow.

### 1960-e
Rokenrol scena u Jugoslaviji se počela izgrađivati tokom ’60-ih, a na nju su uticali izvođači klasičnog roka i rokabilija — kao što su Elvis Presli, Čak Beri, Bil Hejli, Karl Perkins, Badi Holi i dr. Mnogi mladi ljudi počeli su svirati „električnu muziku”, prozivajući sebe „električarima”. Prvi takav muzičar koji se uspio uzdići do popularnosti bio je Zrenjaninac i beogradski gitarista Mile Lojpur (1930—2005).
Treba pomenuti i Zagrepčanina Karla Metikoša (1940—1991), koji je — preselivši se u Pariz — ostvario međunarodnu karijeru pod pseudonimom Met Kolins. Snimao je za Filips rekords i imao prilike upoznati legende poput Džerija Lija Luisa i Pola Anke.
Srpski pjevač Đorđe Marjanović (1931—2021) bio je pak prva jugoslovenska megazvijezda.
Početkom 1960-ih dolazi do nicanja brojnih bendova; mnoge su inspirisali tada popularni Klif Ričard (1940) i The Shadows (osnovan 1958/59), među kojima su i Uragani iz Rijeke (oformljeni 1960), Bijele strijele iz Zagreba i Siluete iz Beograda (osnovani 1961), beogradski Zlatni dečaci i zagrebački Crveni koralji (okupljeni 1962) itd. Godine 1963. osnovana su još dva važna beogradska benda: Samonikli i Crni biseri, a član posljednjih bio je Vlada Janković Džet (1946) — istaknuti jugoslovenski muzičar, koji je svoj nadimak dobio po basisti Šedouza Džetu Harisu (1939—2011). Delfini, sa sjedištem u Zagrebu, takođe su osnovani iste godine. Nakon Britanske invazije (1963—1967), mnogi od ovih bendova prešli su na britanski ritam i bluz. U Skoplju je osnovana popularna rokenrol grupa ’60-ih, Bis Bez, smatrana „makedonskim Bitlsima”. Nastali su spajanjem dviju već postojećih grupa: Biseri i Bezimeni.
1960-ih se takođe javlja Bitlmanija. Mnogi novooformljeni bendovi bili su pod uticajem Bitlsa ili Stonsa, a obje grupe imale su kultni status i veliki broj obožavalaca u Jugoslaviji. Svađe između fanova dviju grupa bile su česte, mada ne nužno nasilne. Jedan od najvažnijih izvora preko kojeg su se mladi informisali o najnovijim vijestima u svijetu roka bio je čuveni Radio Luksemburg. Neki britanski muzičari su održavali koncerte u Jugoslaviji (npr. Serčersi i Holis), a i jugoslovenski muzičari su svirali po Evropi — pogotovo u susjednim zemljama Italiji i Austriji. Na granici sa Italijom postojalo je nekoliko jugoslovensko-italijanskih festivala bit muzike.
Mladi Jugoslavije nisu zaostajali za Zapadom, i sami pokazuju buntovništvo: momci puštaju kosu, a cure je krate i — naravno — nose minice. Pojam mladenačkog buntovništva pominje se i u hrvatskom jugoslovenskom filmu Imam dvije mame i dva tate (1968), u kojem se jedan od likova — tinejdžera — druži sa svojim istomišljenicima koji slušaju rok, nose dugu kosu, te pokazuju buntovništvo spram društva i roditelja.
Prvi ’čupavac’ bio je pjevač Silueta, Zoran Miščević (1945—1995), koji postaje idol nove generacije i seks-simbol. Njegov primjer uskoro su slijedili i neki drugi muzičari, uključujući i tri člana Silueta. Međutim, stari partizanski borci dugu kosu su povezivali sa četnicima, pa se ispočetka tako gledalo i na rokere. Ipak, krajem ’60-ih čupavci su uspjeli uvjeriti funkcionere da su lojalni socijalizmu, pa se 1967. u Savez komunista učlanio i prvi dugokosi mladić. Tako je duga kosa postala društveno prihvatljiva. Mini suknja je postala omiljena među tinejdžerkama, a prve koje su nosile minicu (ili minić) bile su beogradske i zagrebačke srednjoškolke.
Sredinom 1960-ih, neki bendovi (poput pančevskih Džentlmena, zagrebačkih Robota i reformiranih Silueta) bili su pod uticajem ritma i bluza, dok su drugi bili više orijentisani na pop. Najpopularniji strani bendovi bili su engleski Manfred Man (1962), Animalsi (1963), Kinksi (1964) i Hu (1964), te američki Berdsi (1964) i Mankiz (1965). Takođe je bio prihvaćen i garažni rok (prozvan i pankom ’60-ih). Glavni konkurenti već pomenutih Silueta bile su beogradske Elipse (1962/63), koji su počeli svirati soul nakon što su dobili novog pjevača — afričkog studenta iz Konga po imenu Edi Dekeng.
Ne smiju se zaboraviti ni čak trideset (ukupno četrdeset) godina aktivni Indeksi, okupljeni 1962. godine u Sarajevu i uticajni ne samo u SR Bosni i Hercegovini već i u ostatku zemlje. Uz bend Pauk predstavljaju početak poznatu Sarajevsku školu pop-roka (1960—1991). U početku, njihova muzika je bila vidno inspirisana Bitlsima i Šedouzom. Napisali su brojne evergrine, a obradili su i pjesmu Bitlsa Nowhere Man (pod nazivom Jednom smo se svađali). Zaštitni znak bio im je prepoznatljivi „Pjevač”, Sarajlija Davorin Popović (1946—2001) takođe zvan „Pimpek”. U nekim pjesmama eksperimentisali su sa zvukom nalik Bitlsima na albumu Sgt. Pepper's Lonely Hearts Club Band; zvuk je postepeno postajao psihodeličniji, sa kompleksnijim solo dionicama na gitari i klavijaturama te sa primjesama elemenata narodne ili čak klasične muzike. Jedan od najpoznatijih članova Indeksa, Nišlija Kornelije Kovač (1942-2022), napustio je svoj drugi po redu bend i uskoro (1968. godine) oformio beogradsku Korni grupu (raspuštena nakon šest godina).

#### Socijalistička država protiv roka
Kako je pomenuto u uvodu, rok muzika na početku nije bila veoma prihvaćena u SFRJ zbog navodnog skretanja sa svijetlih staza revolucije. U izvještaju Saveza omladine Jugoslavije iz 1963. godine tako je stajalo da „treba osuditi pjevanje rokenrola na talasima Radio Beograda” — preko čega je ubrzo nepoznata osoba (iz vrha Partije) crvenom olovkom na riječ osuditi napisala zahvaliti.
Po citatu istoričara Aleksandra Rakovića (1972), čija doktorska disertacija nosi naziv Rokenrol u Jugoslaviji 1956—1968. (2011), situacija je bila sljedeća:
Bilo je rezervisanosti, ali ne i zabrana! Rokenrol se samo jednom pojavio kao problem, i to u ideološkom smislu 1966. godine. Bilo je to u vezi s trvenjima u Savezu komunista Jugoslavije između Kardeljeve i Rankovićeve struje. Rankovićeva struja je izgubila, te joj je pored svega napakovano i to da je bila ’dobra s omladinom sklonom novim vrijednostima’, a najveća nova vrijednost omladine u to vrijeme bio je rokenrol.
Pomenute godine je, uz odobrenje predsjednika Saveza omladine Jugoslavije Tomislava Badovinca (1934), održana beogradska Gitarijada na kojoj pobjeđuju Elipse. U Politici mladi su prozvani zbog neprimjerenog ponašanja, ali nakon Gitarijade održana je partijska analiza; analitičari su zaključili da rok kao muzika mladih može da bude dobar način da ih se privuče socijalizmu. Zaključeno je još da nošenje dugih kosa i minica ne predstavlja ideološki problem, već je riječ o generacijskom jazu.
Tada se praktično formira model primjernog socijalističkog omladinca istovremeno naklonjenog zapadnim kulturnim vrijednostima.— Aleksandar Raković

#### 1968. — protesti i hipi pokret
Nakon takozvanog Toplog ljeta ljubavi (1967), širi se hipi pokret — kako po svijetu tako i u Jugoslaviji. Godina 1968. bila je takođe obilježena studentskim protestima u svijetu, što je uključivalo i masovne demonstracije studenata u mnogim gradovima SFRJ. O nemirima govori i novotalasna pjesma Azre iz 1982. godine, nazvana ’68 (č. osam šezdeset), a više puta pominju se i u filmu Varljivo leto ’68.
Značajna grupa hipi ere je hrvatska Grupa 220, osnovana 1966. godine, čiji je član određeno vrijeme bio Daljanin Piko Stančić (1953) koji je postao jedan od najpoznatijih aranžera i producenata u Jugoslaviji. Mnogi mladi ljudi koji su slušali muziku Boba Dilana i Džoan Baiz prigrlili su akustični zvuk. Prozvali su se „akustičarima”, kao suprotnost od „električara” iz ere ’50-ih. Akustičnu muziku je svirao Zagrepčanin Ivica Percl (1945—2007), bivši član Robota. Na njega su uticali već pomenuti Bob Dilan, ali i Škot Donovan (1946), a osim što je bio muzičar bavio se i mirovnim aktivizmom.
Druga poznata grupa ovog vremena bili su sarajevski Ambasadori (1968). Jedan od članova i Korni grupe i Ambasadora bio je poznati Sarajlija Zdravko Čolić (1951), koji je kasnije prešao na solo karijeru a ostao zapamćen kao najveća pop zvijezda Jugoslavije.
Hipi period obilježio je mjuzikl . Napravljeno je više produkcija u svijetu nakon prvobitnog izdavanja u SAD 1967. godine, npr. u Njemačkoj, Francuskoj, Italiji, Švajcarskoj, Brazilu, Argentini, Izraelu, Japanu. Jugoslovenska produkcija (Kosa) bila je prva napravljena u nekoj komunističkoj državi i veoma hvaljena od izvornih autora Džeroma Ragnija (1935—1991) i Džejmsa Radoa (1932), koji su putovali iz zemlje u zemlju kako bi pogledali svako izvođenje.
Ragni je rekao da je beogradski šou „bio tako lijep, tako spontan, da smo morali otići na pozornicu da podijelimo entuzijazam”. Za vrijeme boravka u Beogradu, izjavio je:
Ovdje nema predrasuda o srednjoj klasi.— Džerom Ragni
Što se pjevačica tiče, vrijedi pomenuti Josipu Lisac (1950), eminentnu umjetnicu iz Zagreba koja je u to vrijeme pjevala svoje prve pjesme (poput Voljeti, to je radost iz 1967) a već bila primijećena. Izdala je brojne albume u svojoj bogatoj karijeri, pa i danas uživa veliku popularnost na prostorima bivše SFRJ. Još jedna istaknuta hrvatska pjevačica, Dubrovčanka Tereza Kesovija (1938), koja je predstavljala Monako na Pjesmi Evrovizije 1966. — tokom 1960-ih i ’70-ih izgradila je karijeru u Francuskoj gdje se preselila 1965. godine.
Od muških vokalista je čuven Beograđanin Boba Stefanović (1946—2015), koji je pjevao u Zlatnim dečacima i čija se prva zlatna ploča Čudna devojka i danas može čuti u radio-programima a novije generacije su imale priliku da je poslušaju u filmu Lajanje na zvezde (1998).

#### Festivali
Širom SFR Jugoslavije osnivani su mnogi festivali pop muzike, uključujući Splitski festival, Opatijski festival, Beogradsko proleće, Skopljanski festival, Vaš šlager sezone u Sarajevu, a kasnije i Makfest u makedonskom Štipu. Porodična pop muzika koja se svirala na ovim festivalima može se uporediti sa starijim Evrosongovima, žanrom njemačkih šlagera, te italijanskim Festivalom Sanremo; predstavlja kategoriju pop muzike čija su ciljana publika odrasli. Specifični prizvuk dalmatinske pop muzike svirane na festivalima u turističkim dijelovima jadranske obale, a koja je sadržavala i lokalne folklorne elemente, bio je veoma popularan; neki od poznatijih izvođača su Velolučanin Oliver Dragojević (1947) i Tribunjac Mišo Kovač (1941).

### 1970-e
1970-e su obilježili rok žanrovi poput hard roka, progresivnog roka, džez roka, art roka, glam roka, folk roka, simfonijskog roka, bluz roka i bugi roka. U ovom periodu su osnovani neki od najvećih jugoslovenskih stadijumskih rok bendova: Ju grupa (1970), Smak (1971), Tajm (1971), Teška industrija (1974), Parni valjak (1975), Leb i sol (1976), Galija (1977) i Atomsko sklonište (1977).
Pjevač jedne od najvećih jugoslovenskih rok grupa, sarajevskog Bijelog dugmeta (1974) bio je Bugojanac Željko Bebek (1945).
Jugoslaviju su posjećivale mnoge strane pop i rok zvijezde. Primjer su koncerti grupe Dip perpl u Zagrebu i Beogradu 1975. godine (lokalna podrška bili su im Hobo u Zagrebu i Smak u Beogradu), odnosno koncert Rolingstonsa godine 1976. u Zagrebu. Iste godine u istom gradu svirao je Pol Makartni, dio spisateljskog dvojca Bitlsa znanog kao Lenon—Makartni.
Održavano je nekoliko festivala rok muzike, od kojih je najveći bio Bum. Rok muzički događaj koji je obilježio ovu deceniju, ali i jugoslovensku rok istoriju, bio je koncert Bijelog dugmeta u Hajdučkoj česmi u parku Košutnjak (Beograd), održan 22. avgusta 1977. godine pred oko 80.000 ljudi. Dijelovi zabilježenog materijala objavljeni su na Dugmetovom prvom lajv albumu, Koncert kod Hajdučke česme.
Godine 1975. javlja se veoma uticajan akt — Buldožer iz Slovenije, grupa karakteristična po eksperimentalnom roku kao reakciji usmjerenoj protiv muzičke scene tog vremena.

#### Kantautori
Na jugoslovenskoj sceni takođe je bilo prisutno nekoliko bitnih kantautora pjesama, koji su naglašavali poeziju više nego muziku, te izvodili pretežno uz akustičnu gitaru i klavir. Neke od njih inspirisala je francuska šansona ili folk rok. Jedan od prvih kritički priznatih kantautora bio je hrvatski umjetnik, Šibenčanin Arsen Dedić (1938—2015), koji je započeo svoju karijeru tokom 1960-ih; u svojoj domovini ali i drugim eks-ju zemljama još uvijek je popularan, naročito među starijom generacijom. Još jedan bitan autor bio je Đorđe Balašević (1953) iz Novog Sada. Započeo je svoju muzičku karijeru tokom 1970-ih, kao član novosadske Žetve odnosno Ranog mraza, prije nego što je ostvario veoma uspješnu solo karijeru. Iako se isprva interesovao za akustičnu muziku, kasnije je često koristio različite elemente popa i roka, često pomiješane sa tipičnim vojvođanskim humorom ili baladskom melanholijom. Jedna bitna muzičarka u ovoj kategoriji je i Jadranka Stojaković (1950—2016), koja je rodom iz prijestonice tadašnje SR Bosne i Hercegovine. Bila je autorka glavne muzičke teme za Zimske olimpijske igre 1984. održane u Sarajevu. Živjela je u Japanu od 1988. do 2011. godine, a od 2011. do smrti u Banjoj Luci (Republika Srpska, Bosna i Hercegovina). Jedan umjetnik poznat po društveno angažovanim tekstovima bio je bivši član progresiv rok grupe Buldožer, slovenački kantautor Marko Brecelj (1951) iz Sarajeva.
Sredinom ’70-ih i početkom ’80-ih bio je aktivan Nikšićanin Miladin Šobić (1956), poznat po pjesmi Kad bi došla Marija. Njegove pjesme su se često bavile ljubavnom tematikom i bile prožete melanholijom. Snimio je singlicu To sam ja / Zazvoni zvono (1975) i dva albuma: Ožiljak (1981) i Umjesto gluposti (1982).

#### Rok opere
Krajem ’60-ih u svijetu se pojavljuju prve rok opere, a primjer je četvrti studijski album britanske grupe Hu — Tommy (1968/69), koji je između ostalog napisao Čizičanin Pit Taunsend (1945) sa autobiografskim elementima. Jugoslavija je 1975. postala peta zemlja na svijetu u kojoj je nastala rok opera. Riječ je o prvoj hrvatskoj rok operi, pod nazivom Gubec-beg, koja govori o Hrvatsko-slovenačkoj seljačkoj buni i Matiji Gubecu. Komponovao ju je Karlo Metikoš (Met Kolins), a njena prva izvedba ostvarila je nezapamćen uspjeh.
Osim ove komponovane su i opere Grička vještica i Crna kraljica.

#### Disko
Pomama za diskom u svijetu tokom 1970-ih nije zaobišla ni Jugoslaviju. Slično disko filmu Groznica subotnje večeri (engl. Saturday Night Fever), Zdravko Čolić je postao neka vrsta „jugoslovenskog Džona Travolte”, plešući na stadionima po cijeloj državi odjeven u usko bijelo odijelo i tada moderne hlače trapezice. Dana 5. septembra 1978. godine, okupilo se oko 70.000 ljudi na njegovom koncertu na beogradskom stadionu Marakana (danas Stadion Rajko Mitić, nekada Stadion Crvena zvezda). Tom koncertu su takođe prisustvovali predstavnici zapadnonjemačke diskografije. Impresionirani Čolićevom popularnošću, ponudili su mu ugovor. Za zapadnonjemačko tržište je objavio pjesme Jedina i Zagrli me; takođe je pjevao na engleskom jeziku, uključujući pjesme I'm not a Robot Man i Light Me. Čoliću je ponuđena selidba u Zapadnu Njemačku i početak karijere tamo, ali on je to odbio opredijelivši se za popularnost koju je uživao u svojoj domovini. Njegova pjesma u vezi sa jednom otmjenom djevojkom, Pusti, pusti modu, godine 1980. je postala disko megahit u cijeloj zemlji. Uprkos tome što je disko uskoro uvenuo, Čolić je nastavio svoju uspješnu karijeru kao pjevač pop muzike, povremeno koristeći elemente folka, a i dan-danas je popularan u svim zemljama bivše Jugoslavije.
Ova era je donijela i instantno čudo, Mirzino jato, koje su mediji obilježili kao kičasti evrodisko bend koji je očigledno pod uticajem Farijanovog sastava Boni em, koji je u Jugoslaviji bio veoma popularan (naročito jer se njihov jedini muški član, Bobi Farel (1949—2010), oženio djevojkom iz pretežno romske općine Šuto Orizari u Skoplju). Stil Mirzinog jata obuhvatao je duboki, drhteći sabvufer glas pjevača Mirze Alijagića, eponima grupe kog su pratila dva privlačna vokala zvana „jato”: Zuzi Zu i Gordana Ivandić. Muziku je pisao i producirao gitarista bihaćkih Divljih jagoda (1977), Zele Lipovača (1955), dok je autorka većine tekstova bila Beograđanka Marina Tucaković (1953) koja se kasnije još više proslavila pišući tekstove za druge muzičke stilove (uglavnom turbo-folk). Unatoč svojoj velikoj tadašnjoj popularnosti, Mirzino jato nikada nije otišlo dalje od svog prvog albuma. Jedini značajniji hit bio je Apsolutno tvoj.
Jedna od najpoznatijih pjesama za ples iz ovog perioda takođe je bila i prva pjesma srpskog filma Nacionalna klasa (1979), u kojem je Dragan Nikolić (1943—2016) glumio fanatičnog auto-trkača Flojda.

#### Hard rok i hevi metal
Gordi (1977) bio je jedan od prvih jugoslovenskih hevi metal bendova. Ova beogradska grupa, koju je osnovao bivši član grupa Džentlmeni, Fleš i Dah — gitarista Zlatko Manojlović (1951) iz Kruševca, smatra se pionirom klasičnog hevi metala u Jugoslaviji. Hard rok grupa Riblja čorba (1978), takođe osnovana u Beogradu i poznata po svojim provokativnim tekstovima posvećenim socijalnim problemima, te kontroverznim stavovima njihovog frontmena Bore Đorđevića (1952) iz Čačka, bila je jedna od najvažnijih grupa u jugoslovenskom i srpskom roku uopšteno govoreći. Smatra se za najuticajniju i najpopularniju rokenrol grupu Jugoslavije. Bubnjar Riblje čorbe, Beograđanin Vicko Milatović (1959), osnovao je hevi metal bend Ratnici koji se kasnije preselio u Kanadu (Voriorsi) i sa novim bubnjarem Lorensom Grečom (prethodno članom Frenk sode i Impsa) u produkciji Atik rekordsa izdao album za strano tržište. Eminentna hevi metal grupa Divlje jagode iz Bihaća, pod vođstvom gitariste Seada „Zeleta” Lipovače, godine 1987. je započela kratkotrajnu internacionalnu karijeru (Vajld strouberis). Još jedna bitna bosanskohercegovačka hard rok grupa bila je Vatreni poljubac, koju je od 1977. vodio harizmatični Beograđanin Milić Vukašinović (1950), bivši član Bijelog dugmeta. Među ostale bitne hard rok i hevi metal bendove spadaju Generacija 5 (1977), Rok mašina (1980), Kerber (1981) i Griva (1982) iz SR Srbije; Osmi putnik (1985) [čiji je frontmen, Splićanin Zlatan Stipišić Džiboni (1968), kasnije u ’90-ima započeo uspješnu karijeru u pop muzici] i Crna udovica (1983) [koja je kasnije promijenila naziv u Big blu] iz SR Hrvatske; Pomaranča (1979) iz SR Slovenije... Jugoslovenska glam metal scena imala je nekolicinu aktova, od kojih su najbitniji bili Karizma (1985) i Osvajači (1990), obje iz SR Srbije.

#### Pank rok
Jugoslovenska pank rok scena javlja se u kasnim 1970-ima, a na nju je uticao prvi talas pank rok bendova iz Ujedinjenog Kraljevstva i Sjedinjenih Država, kao što su Seks pistolsi (1975), Kleš (1976) i drugi, ali i protopank bendovi kao što su Em si fajv (1964), Studžiz (1967) i Njurjork dolsi (1971). ’Uradi sam’ scena sa pank magazinima takođe se počela razvijati. Jugoslovenski pank bendovi bili su prvi pank bendovi koji su se ikada formirali u nekoj socijalističkoj državi. Među prvim osnovanim bili su oni iz SR Slovenije i SR Hrvatske: Pankrti (1977) iz Ljubljane i Paraf (1976/77) iz Rijeke. Slovenačka i hrvatska scena tog perioda predstavljena je kompilacijskim albumom Novi punk val, čiji je kompilator Ljubljančanin Igor Vidmar (1950). Između kasnih ’70-ih i ranih ’80-ih na beogradskoj sceni su bili prisutni Radnička kontrola (1979), Urbana gerila (1980) i mnogi drugi bendovi. Ova generacija bendova uključena je u kompilaciju Artistička radna akcija (1981). Pekinška patka (1978) bio je kultni bend iz Novog Sada. Neki od značajnijih pank rok bendova iz SR Makedonije bili su Fol jazik (1978) [vjerovatno prvi pank bend iz Skoplja] i Afektiven naboj (1979) iz Struge [. Goran Trajkoski (1963) iz Titovog Velesa]; još dva bitna akta iz Skoplja bili su Badmingtons (1983) i Saraceni (?), koje je vodio Vladimir Petrovski Karter (1962/63). U Sarajevu (SR Bosna i Hercegovina), pojavili su se sljedeći umjetnici: Ševa [koji se kasnije razvio u grupu Bombaj štampa (1982), pod vodstvom harizmatičnog Sarajlije Branka Đurića Đure (1962)], Ozbiljno pitanje (?) [koji se kasnije razvio u pop-rok bend Crvena jabuka (1985)] i kultni bend Zabranjeno pušenje (1980). Ovi sarajevski bendovi su kasnije (1983. godine) osnovali pokret novi primitivizam inspirisan pankom, što je bitan fenomen u kulturi bivše Jugoslavije. (v. odgovarajući odjeljak)
Tokom kasnih ’70-ih neki pank bendovi bivaju pripojeni muzičkoj sceni novog talasa, te označeni i kao pank rok i kao nju vejv bendovi. Tokom jednog perioda termin „muzika novog talasa” mogao se zamijeniti terminom „pank”.
Na prijelazu iz ’70-ih u ’80-e javljaju se podžanrovi pank roka, kao što su oi! (kraj 1970-ih) i strit pank (početak 1980-ih). U ovo vrijeme se javlja i hardkor pank, za kojim su slijedili razni ekstremni stilovi, kao što su krosover treš (početak 1980-ih) i krast pank (sredina 1980-ih), pa sve do grajndkora (takođe sredina 1980-ih). Bitni hardkor pank aktovi tokom ’80-ih bili su KBO! (1982), Nijet (1983), Patareni (1983) i drugi. Značajan mejnstrim pop pank bend bio je Psihomodo pop (1983) iz Hrvatske, čija je muzika bila pod velikim uticajem američkih Ramonsa (1974). Mnogi eminentni strani pank bendovi svirali su na koncertima u bivšoj Jugoslaviji, među kojima i Suzi i Banšiz (1976), Ratsi (1977), Ju-Kej sabsi (1976), Andželik apstars (1977), Eksploited (1979) i Antinover lig (1980). Godine 1983, engleska grupa Antinover lig objavila je album Live in Yugoslavia, dok je 1985. godine Andželik apstars iz Saut Šildsa objavio lajv album sa istim nazivom. Osim muzičara, jugoslovenska pank supkultura obuhvatala je i pank književnike, od kojih je srpski intelektualac, pisac, slikar i novinar Ivan Glišić (1942) iz Pirota bio među najznačajnijima.

#### Novi talas
Novi talas (ili novi val) stigao je u kasnim 1970-ima. U pomenutom periodu dolazi do otvaranja jugoslovenskog društva. Iako politički sistem i dalje ostaje jednopartijski, tekstovi pjesama novog talasa po svom kritičkom potencijalu za Jugoslaviju predstavljaju bitan korak naprijed. Vlast nije bila previše striktna prema ovoj muzici, ali je ipak osnovala „Komisiju za kič i šund”, koja je na većinu društveno angažovanih pjesama stavljala etiketu kiča. To je značilo, zbog poreza, veću cijenu albuma u prodaji.
Nastanak novog talasa bio je odgovor mlađih generacija na rok koji su svirale grupe nastale prije njih. Po sadržaju i formi, pjesme novog talasa bile su mnogo eksplicitnije i radikalnije u društvenoj kritici. Glavni uticaji za jugoslovensku scenu dolazili su od međusobno rivalske britanske i američke novotalasne scene. Jugoslovenska novotalasna scena bila je pak vezana uz pank rok, ska, rege, pauer pop i slične žanrove. Novi talas posebno su promovisali beogradski muzički mjesečnik/dvonedjeljnik Džuboks (1966—1986) i zagrebački nedjeljnik Polet (1967—1990), kao i TV emisija Rokenroler koja je bila poznata po svojim umjetničkim muzičkim spotovima.
Jedna od najupečatljivijih ličnosti SFRJ scene s kraja ’70-ih i početka ’80-ih bio je Užičanin Oliver Mandić (1953), koji je svojim izuzetno uspješnim debi singlom Ljuljaj me nežno / Šuma (1978) — a zatim i Sutra imam prazan stan / Osloni se na mene (1979) — samo najavio dva kultna albuma tog vremena: Probaj me (1981) i Zbog tebe bih tucao kamen (1982).
Bendovi novog talasa su: Laboratorija zvuka (1977/78), Šarlo akrobata (1980) [kasnije Katarina II (1981), pa EKV (1982)], Idoli (1980) i Električni orgazam (1980) u SR Srbiji; Azra (1977), Prljavo kazalište (1977), Film (1978) i Haustor (1979) u SR Hrvatskoj; Pankrti (1977), Lačni Franz (1979) i Lajbah (1980) u SR Sloveniji... U SR Bosni i Hercegovini, novi talas se manifestovao na specifičan način, u obliku novog primitivizma. (v. odgovarajući odjeljak)
Vrijeme novog talasa smatra se zlatnim periodom jugoslovenske muzike, a navedeni izvođači i danas imaju kultni status. Simboli jugoslovenske novotalasne scene su kompilacijski albumi Paket aranžman, Novi pank talas i Artistička radna, ali i filmovi Davitelj protiv davitelja (1984) [sa Srđanom Šaperom (1958) iz Idola] i Dečko koji obećava (1981) [sa Aleksandrom Berčekom (1950) i gostujućim članovima Šarla akrobate i Idola].
Postoji i dokumentarac o novom talasu, koji se zove Sretno dijete (2003), nazvan po istoimenoj pjesmi Prljavog kazališta iz 1979. godine.

### 1980-e
Scena 1980-ih posebno je zanimljiva, zbog velikog broja popularnih grupa te žanrova, kao i kvalitete muzike. Interesantan je podatak da je 59% albuma koji su se našli na listi YU 100: najbolji albumi jugoslovenske rok i pop muzike (YU 100) izdato tokom 1980-ih, a čak 11% od svih albuma na listi izdato je 1981. godine, što ukazuje na veoma plodno stvaralaštvo jugoslovenskih muzičara ovog doba. Najboljim je proglašen album Idola Odbrana i poslednji dani (1982).
Ova era je obilježena i popularnošću relacije Zvečka—Blato—Kavkaz, gdje se odvijao društveni život Zagreba, ne samo kod „običnog puka” nego i kod muzičara. Po riječima Igora Mirkovića (1965), reditelja dokumentarca Sretno dijete, na neki način to je bio internet njegove generacije.

#### Uloga djece oficira JNA u stvaranju roka
Mnogi poznati rokeri iz perioda ’80-ih bili su sinovi vojnih oficira, pa među njima i sljedeći: Boris Bele, Marko Brecelj, Branimir Džoni Štulić, Goran Bregović Brega, Bora Đorđević, Milan Mladenović i Momčilo Bajagić Bajaga. Njihova imena vezuju se za grupe Buldožer, Azru, Bijelo dugme, Riblju čorbu, Katarinu  / Ekatarinu Veliku i Bajagu i instruktore pozitivne geografije. Međutim, uprkos onome što bi se iz toga moglo zaključiti, ovi umjetnici nisu svirali „režimski” već upravo suprotno — naročito se protiveći militarizmu (primjer: Limene trube duvaju, ne volim vojnu muziku, Bajaga).
Ovi muzičari su takođe pretežno živjeli u gradovima, prema kojima su nosili različita osjećanja: od prezira (Taksisti gaze golubove, konobari otimaju, kradu, majmuni siluju po ulazima, ja neću da ostanem u gradu, Bora Đorđević) do osjećaja pripadnosti tim mjestima (Priđi bliže i pogledaj dobro, kuda vode ovi tragovi, tamo svetla gore u noći, ta su svetla naši gradovi..., Milan Mladenović). U stvaralaštvu nekih drugih su gradovi, opet, pretežno odsutni. Takav je, na primjer, Goran Bregović, sa izuzetkom pjesama Tramvaj kreće i Na zadnjem sjedištu moga auta. U pjesmi Pismo mlađem bratu grad Niš predstavlja kontekst emocije.
U ove gradove su se njihove porodice doseljavale iz raznih dijelova Jugoslavije, ali su se, zbog prirode posla vojnog oficira, često morali preseljavati (primjera radi, Džoni Štulić se rodio u Skoplju, kao dijete preselio se prvo u selo Cvetković kraj Jastrebarskog, pa u Zagreb). To, međutim, nije imalo toliko negativan koliko pozitivan uticaj, budući da su tako djeca, budući muzičari, skupljali dragocjena iskustva, pa je i njihova muzika bila bogata različitim etno elementima. Takođe, zbog stalnog seljenja, njihovi roditelji su obično bili u miješanom braku, za razliku od ostalog manje mobilnog stanovništva, pa su obično prihvatali ideje jugoslovenstva u svrhu nadilaženja i pomirenja različitosti. Bitan izuzetak bio je Bora Đorđević, koji se kasnije politički afilirao sa četničkim pokretom. Iz ovih razloga se u vrijeme raspada Jugoslavije ti muzičari nisu počeli nacionalno afilirati, iako im je to moglo biti profitabilno.
Osim što su se porodice stalno selile, takođe su i ekonomski bolje stajale od ostalog stanovništva, pa su mladi muzičari mogli sebi priuštiti različite instrumente koji su siromašnijima novčano bili izvan dosega. Takođe je bitan bio i element pobune protiv patrijarhalne očeve figure i svega što je povezano s time, pa su na primjer imali dugu kosu umjesto „vojnički” kratko ošišane.
Formativne godine nabrojanih muzičara bile su druga polovina ’50-ih i ’60-e godine. Čak i ranih ’70-ih se na rok gledalo kao na provokaciju, iako je Jugoslavija — ako se uporedi sa ostalim socijalističkim zemljama — bila daleko otvorenija prema njemu. Ipak, država ubrzo shvata da se preko rok muzike, kao muzike mladih, mogu propagirati ideje socijalizma.

#### Nakon novog talasa
Kako je novi val nestajao početkom 1980-ih, neke su se grupe podijelile ili se okušale u drugačijim muzičkim žanrovima. Razdoblje 1982. godine smatra se posebno važnim što se tiče stagnacije novog vala u Jugoslaviji i svijetu. Postoji nekoliko grupa koje su uspostavljene nakon 1982. godine.
Dušan Kojić Koja (1961), bivši basista grupe Šarlo akrobata (aktivna 1980—1981), osniva 1981. godine grupu Disciplina kičme, koju karakteriše jedinstveni miks panka, fanka, džez fuzije i drugih stilova. Grupa je postala međunarodno poznata pojavivši se na MTV-ju (gdje se takođe pojavio i bend Psihomodo pop), a pamte im se stihovi Nije dobro Bijelo Dugme; nije dobra Katarina; šta je dobro; šta nam treba; Kičme, Kičme Disciplina. Njihov hit Zeleni zub inače se može čuti u filmu Kako je propao rokenrol (1989). Zoran Kostić Cane (1964), bivši pjevač grupe Radnička kontrola, osnovao je 1982. godine garaž pank grupu Partibrejkers, i takođe postigao veliki uspjeh.
Od pop-rok bendova cijenjeni su postali Idoli, Prljavo kazalište i Film (kasnije Jura Stublić i Film). Kultna Azra je pak postupno prelazila na „konvencionalni” rok, sa povremenim elementima folk roka. Kako god, njeni novotalasni albumi Azra, Sunčana strana ulice i Filigranski pločnici ti su koji se nalaze na samom vrhu liste  100, i na njima se nalaze možda i najpoznatije pjesme Azre. No, Džonijevi poetični, često politički stihovi, po kojima je poznat, još uvijek su bili veoma izraženi u pjesmama. Električni orgazam je prošao kroz fazu psihodeličnog roka, i prešao na mejnstrim rok, inspirisan zvukom 1960-ih.
U 1980-ima, posebice ranim godina, od dens pop izvođača slušan je bio Oliver Mandić. Na pozornici i u muzičkim videima koristio se transvestističkim elementima, i to prije uspona Londonca Boja Džordža (1961). Zbog svog odijevanja, a i agresivnog šminkanja, u javnosti je bio veoma kontroverzna ličnost. Nacionalna Radio-televizija Beograd snimila je TV film nazvan Beograd noću, koji je režirao Stanko Crnobrnja (1953) a sadrži muzičke spotove Olivera Mandića. Na Filmskom festivalu u Montreu 1981. godine, film je osvojio nagradu „Zlatna ruža” (fr. Rose d'Or).
Bivši član Riblje čorbe, Momčilo Bajagić Bajaga, osnovao je 1984. godine grupu Bajaga i instruktori. Kasnije je Dejan Cukić (1959), jedan od članova grupe, napustio ’škvadru’ i otisnuo se u solo vode.

#### Postpank
Bivši pankeri iz Pekinške patke su na svom drugom albumu bili prešli na postpank i darkvejv. Strah od monotonije (1981), kako je album nazvan, nije bio naročito uspješan. Druga, ništa manje osebujna grupa, Paraf, prošla je kroz pankersku fazu, te 1982. godine izdaje psihodelični album Izleti, sa elementima postpanka i gotik roka. Električni orgazam je naročito poznat po svom psihodeličnom periodu, tokom kojeg su izdali album Lišće prekriva Lisabon. I ovo umjetničko djelo objavljeno je 1982. godine.
Milan Mladenović, prvobitno gitarist Šarla akrobate, u istoj godini je osnovao bend pod imenom Katarina II, koji će poslije postati Ekatarina Velika (ili kraće: EKV). Ne samo obožavaoci, već i drugi slušaoci roka, EKV pamte po mračnijem ali poetičnom postpankovskom zvuku. Pomenimo samo neke od članova: basista Bojan Pečar (1960—1998) [prije član VIA Talasa (1981)] i bubnjar Srđan Todorović (1965) [poslije postao priznati filmski glumac]. Ivan Vdović Vd je bio bubnjar u EKV-u dok je bend bio znan kao Katarina II. Još jedan bubnjar kog treba pomenuti jeste Novosađanin Ivan Fece Firči (1962). Takođe, u EKV-u je bila i klavijaturistkinja Margita Stefanović Magi (1959—2002).
Mnogo članova umrlo je preranom smrću: Vd 1992. od side, Milan 1994. od raka pankreasa, Bojan 1998. od srčanog udara, Magi 2002. godine vjerovatno od dugogodišnje zloupotrebe droga odnosno hroničnog predoziranja...

#### Art rok
Primjeri art rok bendova uključuju ekstravagantne zagrebačke grupe Dorijan Grej i Boa.
Prva pomenuta grupa, nazvana po naslovnom liku istoimenog djela Oskara Vajlda (1854—1900), oformljena je 1982. godine. Na njen rad uticali su engleski bendovi Roksi mjuzik (1971) i Džapan (1974). Pjevač, a ujedno i frontmen, bio je harizmatični Puljanin posebnog glasa Masimo Savić (1962).
Boa je osnovana 1974. godine, pod uticajem engleskih rok grupa Dženezis (1967), Jes (1968) i King Krimson (1968), s tim da su kasnije njeni članovi prešli na nju romantik.

#### Novi romantizam
Tokom ere novog romantizma (nju romantik), koji su popularizovali engleski umjetnici poput Djuran Djurana (1978) i Spandau baleja (1979), u Jugoslaviji su se pojavili prethodno pomenuta zagrebačka grupa Boa te beogradska Džakarta (1981).

#### Sint pop
Značajni sint pop muzičari u bivšoj SFRJ bili su: Beograd (1981) [nazvan po jugoslovenskoj prijestonici], ljubljanski Videoseks (1983) [predvođen harizmatičnom Anjom Rupel (1966)], riječki duet Denis i Denis (1982) [sa seks simbolom Marinom Perazić (1958), Riječankom koja je poslije započela solo karijeru; te njenim dečkom Davorom Toljom], humoristična beogradska grupa Laki pingvini (1979) i njima slični Bojsi (1982) [sa pjevačem Peđom Bojem (1950), pređašnjim pjevačem u zapadnonjemačkom rok bendu Džejn (1970)]... U SR Makedoniji je bila slušana grupa Bastion (1983), koja je dosta koristila sintesajzer i čije su centralne figure bili sada međunarodno poznat klavijaturista Kiril Džajkovski (?) te vrsni tekstopisac i filmski reditelj Milčo Mančevski (1959).
Mnogi jugoslovenski muzičari ovog razdoblja koristili su lične računare pri stvaranju muzike. Tako je na slici singla Neka ti se dese prave stvari / Ne zovi to ljubavlju beogradske grupe Data bio popularni Komodor 64.

#### Gerl bendovi
U SFRJ je djelovalo nekoliko ženskih bendova: ljubljanske Tožibabe (1986), novosadske Boje (1981) [prve snimile singl ploču] i opatijski Kakadu luk (1983) [inače prvi gerl bend koji je objavio longplejku — Tko mari za čari, hit: Kao pjesma].

#### Novi primitivizam
Novi primitivizam (nju primitivs) bio je gradski potkulturni pravac nastao u Sarajevu. U sklopu pokreta su djelovali Zabranjeno pušenje (1980), Elvis J. Kurtović i Hiz mitiors (1983), Bombaj štampa (1982), te prva postava Crvene jabuke (1985). Frontmeni navedenih grupa su uz glumca Zenita Đozića (1961) sarađivali na projektu poznate satirične TV i radijske emisije Top lista nadrealista.
Osnivači novog primitivizma su dr Nele Karajlić (1962), Elvis J. Kurtović (1962), mr Sejo Sekson (1961), Dražen Ričl Zijo (1962), Branko Đurić Đuro (1962), Boris Šiber (?) i Zenit Đozić (1961). Poznati srpski reditelj Emir Kusturica (1954) takođe se povezuje s njima.
Svjež duh koji je grupa ostavila za sobom u bosanskohercegovačkoj kulturi i sasvim nov način izražavanja, koji je direktno potekao od ulične potkulture, donijeli su znatnu popularnost i učinili novi primitivizam jednim od pomenika moderne bh. kulture.
Izraz novog primitivizma je bio prvenstveno humor, baziran na duhu „obične bosanske raje” i sarajevske omladine iz andergraund krugova. „Novi primitivci” su na zvaničnu muzičku i TV scenu unijeli govor sarajevskih mahala, bogat turcizmima i žargonom (npr. zijan, hadžija). Većina njihovih pjesama i skečeva govori o malim ljudima — rudarima, sitnim kriminalcima, djevojkama iz unutrašnjosti i slično — stavljenim u neobične ili čak apsurdne situacije. Mnogi porede njihovu vrstu humora sa Letećim cirkusom Montija Pajtona (1969—1974), jer i jedni i drugi koriste formu kratkog skeča i apsurd kao sredstvo za izazivanje smijeha kod publike.

#### Sarajevska škola pop-roka
Sarajevo je razvilo prepoznatljiv pop-rok zvuk, koji je često (ali ne nužno) sadržavao elemente izvorne folk muzike — zbog čega je ovaj pravac prozvan „Sarajevska škola pop-roka”. Pravac je postao popularan u cijeloj Jugoslaviji, a Sarajevo mjesto osnivanja Bijelog dugmeta i ostvarivanja karijere Zdravka Čolića.
Scena se počela razvijati u 1960-ima s grupama poput Indeksa (1962), Pro artea (1967) i kantautora Kemala Montena (1948—2015) — koji je poslije pisao i dalmatinske pjesme. Nastavila se u 1970-ima sa Ambasadorima (1968), Bijelim dugmetom (1974) i Vatrenim poljupcem (1977), a vrhunac u smislu nastajanja novih bendova doživljava se 1980-ih usponom umjetnika poput Plavog orkestra (1983) i Crvene jabuke (1985) [obe posebno omiljene među tinejdžerkama zbog harizmatičnih muzičara], zatim Bolero (1982), Valentino (1982), Merlin (1983), Hari Mata Hari (1986), Đino Banana (1986) i Regina (1989).
Zanimljivo je pomenuti da je najprodavanija ploča ikad u Jugoslaviji došla baš od sarajevske grupe — Plavog orkestra. Riječ je o Soldatskom balu, koji je prodan u najmanje 500.000 primjeraka.

#### Indastrijal
Značajnije grupe koje su svirale industrijalnu muziku (indastrijal) bile su umjetnička grupa Autopsija iz Rume (Vojvodina) i Š iz Sarajeva.

#### Neorokabili i retro štih
U Jugoslaviji su uz sve otprije pomenute žanrove takođe djelovale i neorokabili grupe. Rokabili je inače bio žanr popularan tokom ’50-ih, a zasnovan na rokenrolu.
Kontroverzni muzičar Velibor Bora Miljković (?), pod pseudonimom Toni Montano [po Toniju Montani (1983)], bio je bivši pjevač benda Radost Evrope. Taj naziv je ironičan i proizilazi iz naziva međunarodnog dječjeg muzičkog festivala Radost Evrope (engl. Joy of Europe), koji se svake godine održavao u Beogradu. Toni je izazivao kontroverze zbog izjava koje je davao u intervjuima, gdje je često napadao druge muzičare. Tako je za momke iz Ekatarine Velike smatrao da je riječ o pseudointelektualcima koji su se otuđili od „ulice”, a odakle je po njemu trebalo da potiče pravi rok. Bahato se prozvao „pravim rokerom”, čije vrijeme još nije došlo.
Splitska grupa Đavoli (1984) za frontmena je imala Splićanina Nenu Belana (1960), a odlikovale su ih mekši retro rok tonovi te ljetni hitovi bazirani na poletnom tvist i serf roku. Neki članovi su iza sebe imali pankersku prošlost.

#### Nova slovenačka umjetnost
U SR Sloveniji je od 1980. godine djelovao kultni avangardni bend Lajbah (1980), čije je ime zapravo germanizam za slovenačku prijestonicu Ljubljanu. Eksperimentisali su sa različitim stilovima, poput indastrijala, maršala, pa do neoklasičnih zvukova. Pojavili su se i na MTV-ju sa svojom verzijom pjesme Bitlsa Across the Universe (Preko svemira ili Širom univerzuma), sa gošćom Anjom Rupel — pjevačicom Videoseksa.
Druga značajna grupa povezana sa novom slovenačkom umjetnošću (nem. Neue Slowenische Kunst, NSK) bili su Abbildungen varijete iz Maribora.

#### Makedonska darkvejv i gotik scena
SR Makedonija je imala svoj pandan novoj slovenačkoj umjetnosti — kolektivna makedonska streblja. Makedonska darkvejv i gotik scena obuhvatala je grupe Padot (1983) [frontmen Goran Trajkoski (1963)], Mizar (1981) i Arhangel (1989), koje su i inače bile jedne od najslušanijih u Makedoniji.

#### Ekstremni metal
Ekstremna metal scena takođe se razvila u SFRJ. U nju su spadale razne treš metal, spid metal i det metal grupe. U Beogradu se održavao festival nazvan „Hard metal”, a izdavao se i časopis pod istim imenom.
Značajni bendovi uključuju Heler (1985) [pionir jugoslovenskog treš metala], Bombarder (1986) [spid metal bend osnovan u Sarajevu, a poslije se premješta u Beograd], Blodbat (1988) itd. Još jedan treš metal bend, Sanatorijum (1987), osnovan je u Skoplju. Tokom 20 godina svoga postojanja, dijelio je scenu sa mnogim prominentnim grupama poput engleskog Motorheda (1975), američkog Soulflaja (1997), američkog Halforda (1999) i ostalih.

#### Rep muzika
U Jugoslaviji su tokom ’80-ih, prateći svjetske trendove, počeli da djeluju i domaći izvođači repa. Naročito su tokom prve polovine 1980-ih bile popularne brejkdens grupe, npr. Master skreč bend (1984). Godine 1984. godine izašlo je nekoliko njihovih pjesama, npr. Break War u kojoj je gošća bila voditeljka Hita mjeseca — Dubravka Marković Duca. Momci iz Discipline kičme takođe su koristili elemente repa u svojim pjesmama, ali na svoj upečatljiv i humorističan način.
Uprkos maloprije pomenutim izvođačima, postojao je jedan umjetnik koji je utilizovao rep muziku na istaknut i jedinstven način. Bila je to harizmatična, i danas kultna ličnost — Kotoranin Rambo Amadeus (1963). Njegov pseudonim i njegova muzika obuhvataju u isti mah intelektualne stavove i prepoznatljiv balkanski humor. Često je, ako ne i uvijek, kombinovao rep sa parodijama narodnjaka i socijalnom satirom. Ipak se ne uklapa u konvencionalnu rep kategoriju, jer je išao i dalje od tog stila.
Često je blisko sarađivao sa fank umjetnikom Dinom Dvornikom (1964—2008), sinom jednog od najistaknutijih hrvatskih jugoslovenskih glumaca — Borisa Dvornika (1939—2008).
Takođe, Rambo Amadeus je kasnije skovao termin turbo-folk, ali je — razumljivo — uvijek bio i ostao jedan od najvećih neprijatelja takve „muzike”.

#### Bend ejd
Tokom kasne 1984. godine, Irac Bob Geldof (1951) i Škot Midž Jur (1953), organizovali su poznatu kampanju protiv gladi nazvanu Bend ejd, koja se nastavila tokom 1985. sve do svog završetka — 13. jula 1985. godine održanog istorijskog koncerta Lajv ejd. Ovaj koncert je emitovan u cijelom svijetu, uključujući i SFR Jugoslaviju. Osim projekata Do They Know It's Christmas? i USA For Africa iz UK i SAD, pridružile su se i mnoge druge zemlje, kao na primjer Kanada, Zapadna Njemačka, Austrija, Norveška i dr. Pop i rok elita SFR Jugoslavije takođe se pridružila Geldofovoj kampanji i osnovala jugoslovenski Bend ejd pod nazivom YU rok misija. Članovi ove grupe bili su Oliver Mandić, Željko Bebek, Marina Perazić, Bajaga, Aki Rahimovski, Slađana Milošević, Jura Stublić, Dado Topić, Massimo Savić, Zdravko Čolić, Izolda Barudžija, Snežana Mišković, Alen Islamović, Sead Lipovača, Dejan Cukić, Doris Dragović, Anja Rupel, Srđan Šaper, Vlada Divljan, Peđa Boj, Zoran Predin i ostali eminentni muzičari. Snimili su pjesmu Za milion godina, koju su napisali bivši frontmen benda Generacija 5, Dragan Ilić, i Mladen Popović. Solo na gitari izveo je Vlatko Stefanovski, a snimljen je i pripadajući spot. Istaknuti umjetnici koji su otvoreno odbili sarađivati na jugoslovenskom projektu Bend ejd bili su frontmen Riblje čorbe, Bora Čorba, i frontmen Bijelog dugmeta, Brega. Na kraju kampanje, jugoslovenski muzičari su 15. juna 1985. godine u Beogradu održali veliki stadionski koncert koji je trajao 8 sati. Video za Za milion godina puštan je na mnogim TV stanicama (uključujući i Bi-Bi-Si) u cijelom svijetu i 13. jula na Vembliju na video-ekranima tokom jednog video-interludijuma. Uključen je, mada ne sasvim, i u odjeljak Overseas contributors službenog diska Live Aid DVD kojeg je Vorner mjuzik grup objavila 2004. godine.

### 1990-e
Još 1989. godine postojali su znakovi koji su ukazivali na skori nestanak Jugoslavije, a i uopšteno govoreći pad komunizma u Evropi. Već tada, SR Slovenija i SR Hrvatska išle su ka putu prema samostalnosti, osnivajući pod poluilegalnim okolnostima prve nekomunističke stranke. U SR Srbiji su se pak, pod vođstvom Slobodana Miloševića (1941—2006), sve više rasplamsavale težnje za stvaranjem Velike Srbije.
Uveče, 17. septembra 1989. godine, neke tri nedjelje prije pada Berlinskog zida, članovi Prljavog kazališta održali su koncert na Trgu Republike (danas Trg bana Jelačića), na kojem je bilo 200.000 ljudi. Bend je, između ostalih, odsvirao i pjesmu Mojoj majci posvećenu preminuloj majci Jasenka Houre koja je postala poznata kao Ruža hrvatska (zbog stihova nestala je zadnja ruža hrvatska). Koncert je bio jedan od predznaka nestanka SFRJ.
Grupa Riva (1988) pobjeđuje na Pjesmi Evrovizije 1989. pjesmom Rock Me Baby, zbog čega Jugoslavija postaje domaćin sljedećeg Evrosonga. SFRJ je tada predstavljala Tajči (1970), pjesmom Hajde da ludujemo ove noći, koja je završila na 7. mjestu. Pjesma je odmah postala hit u Jugoslaviji, a Tajči jedna od posljednjih megazvijezda prije nego što je nestanak zemlje prekinuo njenu karijeru. Zbog toga je emigrirala u SAD, samo s bundom i par dolara pri ruci. Ironično, te godine, pobjedničku pjesmu pjevao je Toto Kutunjo (1943), a zvala se Insieme: 1992 (Zajedno u 1992) — sa istaknutim stihom Zajedno, ujedini se, ujedini, Evropo! koji je čuo cijeli svijet.
Neposredno prije jugoslovenskih ratova, značajan broj bivših jugoslovenskih muzičara sudjelovao je u antiratnim aktivnostima.

#### Ratovi u Jugoslaviji — kraj SFRJ scene
Godine 1992. oformljena je rok supergrupa Rimtutituki, koju su činili članovi Partibrejkersa, Ekatarine Velike i Električnog orgazma. Izdali su protivratnu pjesmu Slušaj ’vamo, a nakon što su im vlasti zabranile da je uživo promovišu — svirali su je na prikolici koju je vukao kamion, po ulicama Beograda. Organizovani su i koncerti (Ne računajte na nas!). Nažalost, uprkos tome što se preko umjetnosti ne bi trebalo da širi mržnja, mnogo je drugih poznatih srpskih, hrvatskih i bosanskih muzičara stalo na stranu nacionalnog šovinizma.
Dobar primjer antiratne pjesme u Hrvatskoj bila je E, moj druže beogradski, grupe Film. Generalno je viđena kao emocionalna ratna pjesma upućena drugovima iz Srbije, koja promiče prihvatanje među nacijama a protiv je srpskog nacionalizma i mržnje koju je uzrokovao usljed pogrešnog shvatanja ljubavi prema svojoj naciji. Međutim, istovremeno je u vrijeme izdavanja izazvala i drukčije reakcije. Bora Đorđević, koji je kao frontmen Riblje čorbe već odavno imao kultni uticaj na srpskoj kao i jugoslovenskoj rok sceni, „odgovorio” je Juri kontroverznom pjesmom E moj druže zagrebački, ciničnom parodijom punom nacionalističkih poruka.
Hrvatski pop i rok umjetnici sarađivali su na projektu Moja domovina i Rok za Hrvatsku tokom Rata u Hrvatskoj. Tako su deseci umjetnika, među njima i Oliver Dragojević, Aki Rahimovski, Jura Stublić, Sanja Doležal, Davor Gobac, Ljiljana Nikoska i mnogi drugi, pjevali pod kolektivnim nazivom Bend ejd (za nezavisnu Hrvatsku). Moja domovina postala je tako kultna pjesma često pjevana na Dan nezavisnosti Hrvatske.
Kada je započeo Rat u Bosni i Hercegovini, sarajevska grupa Zabranjeno pušenje podijelila se na dva odvojena dijela usled egzodusa Srba iz Sarajeva. Jedan je smješten u Beogradu i postao je poznat pod imenom No smoking orkestra, sa frontmenom Neletom Karajlićem. On, filmski reditelj Emir Kusturica i ostala ekipa svirali su sa Džoom Stramerom iz Kleša, a ovaj koncertni snimak uvršten je u Kusturičin film Priče super osmice.
Što se tiče Plavog orkestra i Crvene jabuke, njihovi gitaristi Mladen Pavičić Pava i Zlatko Arslanagić Zlaja, izbjegli su u Kanadu (gdje i danas žive). I većina drugih članova pomenutih bendova, privremeno ili trajno, otišla je u druge pretežno evropske i zapadne zemlje.
Od srpskih muzičara, basista Bojan Pečar 1990. napušta EKV i odlazi u London (gdje i umire od srčanog udara u septembru 1998. godine).
Iako su jugoslovenske savezne republike Slovenija, Hrvatska, Bosna i Hercegovina i Makedonija ranih 1990-ih proglasile nezavisnost, vođstvo Srbije i Crne Gore odlučilo je osnovati novu federalnu državu — Saveznu Republiku Jugoslaviju (SRJ) — koja je postojala od 1992. do 2003. godine, ali nikada nije priznata kao pravni nasljednik SFRJ.

### 2000-e—danas — postjugoslovenska scena
Nakon kraja ratova i drugih sukoba, na bivšoj jugoslovenskoj muzičkoj sceni došlo je do postepenog normalizovanja odnosa. Premda scena, međutim, nikada nije zasjala svojim punim prijeratnim sjajem, došlo je do ponovnog okupljanja ili nastavka djelovanja znatnog broja grupa i muzičara: Bijelog dugmeta, Leba i soli, Crvene jabuke (čiji su članovi originalne postave ’86. bili samo Dražen Žerić Žera i Darko Jelčić Cunja), Plavog orkestra (sa novim gitaristom Sašom Zalepuginom), Masima Savića (nekada člana Dorijana Greja), Borisa Novkovića (eks Boris i Noćna straža). Anja Rupel iz Videoseksa je snimila duet sa tadašnjom zvijezdom u usponu, Prilepčaninom Tošetom Proeskim (1981—2007).
Jura Stublić je 2003. godine održao tri potpuno rasprodata koncerta u Beogradu. Bora Đorđević u isto vrijeme, na pitanje medija u vezi pjesme E moj druže zagrebački, odgovorio je da je pjesmu napisao iz čistog zezanja.
Danas tako eks-ju prostor, poznat kao Jugosfera ili na Balkanu samo „Region”, u određenim segmentima čini kulturnu (iako ne političku) cjelinu. Zbog međusobne razumljivosti jezika, mnogi novi bendovi redovno nastupaju po čitavom regionu bivše SFRJ, stvarajući ponovo neku vrstu zajedničke scene. Izraziti predstavnici postjugoslovenske scene su Dubioza kolektiv (2003) iz Bosne i Hercegovine, Brkovi (2004) iz Hrvatske i S.A.R.S. (2006) iz Srbije, koji su popularni na čitavom prostoru bivše Jugoslavije.
S druge strane, postoje i neki popularni bendovi — poput Beogradskog sindikata (1999) ili Riblje čorbe (1978) iz Srbije — koji ostaju uglavnom ograničeni na srpske sredine, mada ih sve više slušaju i u drugim dijelovima bivše Jugoslavije ljudi koji ne robuju klišeima.

## Muzika za djecu
Neki jugoslovenski umjetnici komponovali su muziku za djecu, često u nastojanju da im što bolje približe rokenrol. Jugoslovenski sistem je, naime, preko medija poticao djecu i tinejdžere da cijene tradiciju, plešu tradicionalne folk plesove, kao i da slušaju rok i pop, nasuprot kičastoj novokomponovanoj narodnoj muzici.
- U Srbiji su braća Vranešević iz Laboratorije zvuka bila posebno aktivna u komponovanju muzike za dječje televizijske emisije, koje su uglavnom emitovane na Radio-televiziji Beograd i Radio-televiziji Novi Sad. Njihova muzika se koristila u emisijama kao što su Poletarac, Priče iz Nepričave (glavni glumci Zoran Radmilović i Milena Dravić) i Čik pogodi ko sam (u kojem je u jednoj od epizoda gostovao Zoran Simjanović[18] koji je pozvao klince u snimateljski studio).
- Dječja televizijska emisija Fore i fazoni koju je u Radio-televiziji Beograd stvorio Ljubivoje Ršumović sadržala je performanse Laboratorije zvuka, hrvatske pop zvijezde Olivera Dragojevića, bosanskohercegovačkog pjevača Seida Memića Vajte i beogradske Poslednje igre leptira.
- Makedonsku dječju emisiju Bušava azbuka napravili su za Radio-televiziju Skoplje (danas Makedonska radio-televizija) Gran Stefanovski i Slobodan Unkovski, a u njoj su bile pjesme grupe Leb i sol te Ane Kostovske — centralne figure Bastiona.
- Branko Kockica je doživio nacionalnu popularnost kao voditelj dječje emisije Kocka, kocka, kockica (Radio-televizija Beograd). Često je na gitari svirao šaljive rok pjesme. Jednom se pojavio i u rok „uniformi” i odsvirao pjesmu Riblje čorbe Rokenrol za kućni savet, koja govori o čovjeku koji iritira susjede slušanjem preglasne rok muzike. Branko je izdao više dječjih albuma, poput onog iz 1988. godine, Deca bez adrese, u saradnji sa Oliverom Mandićem.
- Hrvatski šansonijer Arsen Dedić izdao je album Arsen pjeva djeci. On je i autor toliko poznate i pjevane dječje pjesmice, Kad se male ruke slože, koju u školama uče i znaju i današnja djeca. Pjesma je postala kultna nakon izlaska filma Vlak u snijegu (1976), u kojem je djeca Velikog Sela više puta pjevaju; njena poruka je: Kad se male ruke slože, sve se može, sve se može / Kad se mnogo malih složi, tad se snaga stoput množi.
- Vlado Kalember iz Srebrnih krila napravio je dječju pjesmu za mir, Nek’ živi ljubav.
- Srđan Gojković Gile iz Električnog orgazma je, zajedno sa Vladom Divljanom iz Idola, izdao dva rok albuma za djecu — Rokenrol za decu i Rokenrol bukvar.
- Članovi Bijelog dugmeta su sa 11-godišnjim Ratimirom Boršićem Račom 1983. godine snimili album za djecu A milicija trenira strogoću! (i druge pjesmice za djecu).

## Kič

### Novokomponovana narodna muzika (NNR)
U posebnu vrstu popularne muzike SFRJ spada kičasta novokomponovana narodna muzika (narodnjaci). Razlikuje se od prave narodne muzike prvenstveno po kvalitetu tekstova (koji su često vrlo banalni), te po uključivanju elemenata pop muzike. Drugačija je i od turbo-folka (nastao početkom 1990-ih), za koji je osim umjetničkog nekvaliteta karakteristična i mafija, silikonske pjevačice, droga, skandali, starlete, prevare, kriminal i slično.
Za NNR muziku tipično je miješanje sevdaha i pop elemenata, dakle uz harmoniku nerijetko se svira električna gitara, sintesajzeri i slično. Vjerovatno najpoznatija ličnost NNR-a je Lepa Brena (pravim imenom Fahreta Živojinović). Nacionalno poznata je postala sasvim slučajno — zahvaljujući velikim dijelom TV „skandalu” te voditelju Milovanu Iliću Minimaksu koji je svemu doskočio na zanimljiv način. Njen nastup u montaži emisije Hit parada u Jugoslaviji se smatrao neprimjerenim (jer je na snimanju nosila kratki šorc) zbog čega je izbačen, a pomenuti voditelj je na svoju inicijativu u svojoj emisiji stavio neodobreni snimak. Tako je naglo skočila popularnost dotad uglavnom kafanske pjevačice, koja se zatim politički angažuje u glumačkim i drugim poduhvatima a do danas stiče veliko bogatstvo i sa dugogodišnjim saradnikom Sašom Popovićem kao direktorom vodi jednu od dvije-tri monopolske diskografske kuće Balkana — Grand produkciju.
Ostali predstavnici NNR su bili Dragana Mirković (karijeru započela već 1984, u tinejdžerskoj dobi), Ferid Avdić, Nada Obrić, Rada Marić i još više hiljada sličnih estradnjaka, od kojih mnogi zajedno sa turbo-folkerima pjevaju po predizbornim kampanjama, angažuju se u propagandnim ili profiterskim, navodno takmičarskim šou-programima na pripadajućim TV stanicama, na poštene i nepoštene načine pronalaze put do publike, plagiraju bugarsku, tursku i dr. takođe nekvalitetnu muziku i sl.
Zanimljivo je da se novokomponovana narodna muzika emitovala u „stankama” između više scena u većini epizoda serije Top lista nadrealista, koju su stvorili članovi pokreta nju primitivs. Plavi orkestar je u saradnji sa Nadom Obrić izveo pjesmu Šta će nama šoferima kuća, a postoji još sličnih zajedničkih projekata nekada eminentnih umjetnika koji su se od umjetnosti okrenuli ličnim i/ili državnim interesima pa sarađuju sa onim muzičarima koji inače prave muziku nižeg kvaliteta. Širenju ovoga pomažu sajtovi poput Jutjuba (gdje se često generiše lažni broj pregleda, na osnovu toga koliko koji umjetnik plati za ličnu popularnost), dok se pravi umjetnici sve teže uspijevaju izboriti za zaštitu autorskih prava ali i dvorane u kojima dobro izreklamirane koncerte rasprodaju bogati folkeri.

## Izdavačke kuće
- Jugoton — 1990-ih mijenja ime u Croatia Records; inače je pod Jugotonom izdato većina albuma sa liste [traži se izvor]
- PGP RTB
- Suzi
- ZKP RTLJ
- Diskoton
- Jugodisk

## Povezani filmovi i dokumentarci
- Kad budem mrtav i beo (1967) — sadržava izvedbe nekih stranih pop i rok hitova, a jednu domaću pjesmu pjeva Dragan Nikolić
- Dečko koji obećava (1981) — sadržava pjesme Parnog valjka, Šarla akrobate itd.
- Davitelj protiv davitelja (1984) — pjesma Beogradski davitelj (Idoli)
- Crna Marija (1986) — glavne uloge: Sonja Savić i Milan Mladenović iz EKV-a
- Kako je propao rokenrol (1989) — sa članovima Discipline kičme, Brankom Đurićem Đurom i ostalima, uključujući i glumicu Sonju Savić
- Rokumenti (1995)
- Sretno dijete (2003) — o fenomenu novog talasa
- Rokovnik (2011)

## Napomene
1. ↑  Šund (  — đubre, smeće) kao termin inače označava dio kiča koji se odnosi samo na književnost.
2. ↑  Vd se ne čita kao skraćenica nego kao njegovo prezime bez „-ović”.
3. ↑  Ne miješati jugoslovenski Blodbat sa švedskim bendom istog imena.
4. ↑  Zlaja je neko vrijeme živio u Londonu, pa se potom preselio u Toronto.

## Literatura
- Dimić, Ljubodrag (2010). Referat o doktorskoj disertaciji Rokenrol u Jugoslaviji 1956—1968. Izazov socijalističkom društvu Aleksandra Rakovića
- Janjatović, Petar (1977). Ilustrovana enciklopedija ju roka 1960—1997 Архивирано на веб-сајту  (11. јул 2011) Arhivirano na veb-sajtu  (11. jul 2011). Geopoetika.
- Janjatović, Petar (1983). Drugom stranom — Almanah novog talasa u SFRJ. Albahari, David; Kremer, Dragan; ur.
- Janjatović, Petar (2007). Eks-ju rok enciklopedija 1960—2006.  978-86-905317-1-4.
- Pavlov, Dragan; Šunjka, Dejan (1990). Pank u Jugoslaviji. IGP Dedalus, Jugoslavija.
- „Uloga djece oficira JNA u jugoslovenskoj rok revoluciji” (piše Kruno Lokotar za Elektronske novine, 2013):
  - 1. dio — „Fender umjesto tandžare” Arhivirano na veb-sajtu  (2. septembar 2013)
  - 2. dio — „Kad sam kao mali došao u grad”
  - 3. dio — „Svi su pobegli na neko zabavnije mesto” Arhivirano na veb-sajtu  (31. mart 2013)

## Spoljašnje veze
- Jugoslovenska poruka Laj ejdu i video YU rok misije (uključuje i engleske titlove) na sajtu
- Velika zavjera u ju roku (Urbana Srbija, 2010)
- Istorija rokenrola: Vrijeme kada su na rokere gledali kao na četnike (Telegraf, 2013)
- „Primitivizam na prvi pogled” (diplomski rad Zorana Kubure sa FPN Sarajevo, 2006):
  - 1. dio — govore, između ostalih, Elvis J. Kurtović, Zenit Đozić, Besim Spahić i Dino Šaran na sajtu 
  - 2. dio — govori, osim pomenutih, i doc. dr Jasna Bajraktarević na sajtu
- „Bilo jednom u Sarajevu” (dokumentarac Al Džazire o tri prijatelja koja je raspad SFRJ razjedinio: Zenit Đozić, Nele Karajlić i Branko Đurić) na sajtu
- :  Архивирано на веб-сајту  (11. јул 2023) (jezik: engleski)